# Noron-l'Abbaye
Noron-l'Abbaye är en kommun i departementet Calvados i regionen Normandie i norra Frankrike. Kommunen ligger i kantonen Falaise-Nord som ligger i arrondissementet Caen. År 2022 hade Noron-l'Abbaye 317 invånare.

## Befolkningsutveckling
Antalet invånare i kommunen Noron-l'Abbaye
Referens:INSEE